# Arnd Voigt
Georg Arnd Voigt (* 10. September 1950 in Zittau; † 19. Februar 2020) war ein deutscher Kommunalpolitiker. Von 2001 bis 2015 war er Oberbürgermeister der Großen Kreisstadt Zittau.

## Leben und Wirken
Voigt wurde in der Zittauer Innenstadt im Haus Böhmische Straße 31 geboren. 1955 bezog die Familie ihr neu errichtetes Eigenheim in Neu-Hartau. Nach dem vorzeitigen Abschluss seiner Lehre im Jahre 1967 war Voigt zunächst in Dresden und ab 1972 beim VEB Robur-Werke als Elektrotechniker tätig. Ein Fernstudium schloss er als Meister der Nachrichtentechnik ab. Nach der Wende gründete Voigt in der Gemeinde Hartau einen Meisterbetrieb für Telekommunikationsanlagen.
Nach der Änderung der politischen Verhältnisse wurde Voigt zum Bürgermeister der Gemeinde Hartau gewählt; nach deren Eingemeindung nach Zittau im Jahre 1999 war er Ortsvorsteher von Hartau. Als Hartauer Ortsvorsteher setzte er sich für den Erhalt der im Zuge der Eingemeindung in Frage gestellten Wassergenossenschaft Hartau ein.
In dieser Zeit gehörte Voigt zu den Gründungsmitgliedern der Wählervereinigung „Freie Bürger Zittau e. V.“.
Bei der Zittauer Oberbürgermeisterwahl trat er 2001 erfolgreich als Kandidat der Freien Bürger an und löste am 1. August den bisherigen Oberbürgermeister Jürgen Kloß (CDU) ab. Im Jahre 2012 gab Voigt seine Erkrankung an Morbus Parkinson bekannt. Nach zwei Amtsperioden trat er 2015 bei der Neuwahl nicht mehr an; sein Nachfolger als Oberbürgermeister wurde Thomas Zenker.
Bedeutende Ereignisse seiner Amtszeit waren das Neißehochwasser von 2010, die Feierlichkeiten der EU-Osterweiterung sowie die Eingemeindung von Hirschfelde. Des Weiteren initiierte er die Ausstellung des Zittauer Epitaphienschatzes in der Klosterkirche.
Voigt war verheiratet und hatte drei Kinder. Er lebte in Hartau.